# Papyrus 32
Papyrus 32 (nach Gregory-Aland mit Sigel {\displaystyle {\mathfrak {P}}}32 bezeichnet) ist eine frühe griechische Abschrift des Neuen Testaments. Dieses Papyrusmanuskript des Titusbriefes enthält nur die Verse 1,11-15; 2,3-8. Mittels Paläographie wurde es auf das 2. Jahrhundert datiert.

## Beschreibung
Das Manuskript wurde in runden und eher großen Buchstaben geschrieben. Eine leichte Tendenz zur Trennung von Wörtern kann beobachtet werden. Die Nomina sacra sind abgekürzt.
Der griechische Text des Kodex repräsentiert den Alexandrinischen Texttyp. Kurt Aland beschreibt ihn als „zumindest normalen Text“ und ordnete ihn in Kategorie I ein.
Die Handschrift zeigt große Übereinstimmung mit dem Codex Sinaiticus und mit F G.
Zurzeit wird er mit den Rylands Papyri in der John Rylands University Library (Gr. P. 5) in Manchester aufbewahrt.